# Metteniusa
Metteniusa – rodzaj wiecznie zielonych drzew z rodziny Metteniusaceae. Obejmuje z 3-6 gatunków występujących w północno-zachodniej części Ameryki Południowej (od Kolumbii i Wenezueli po Peru). Rośliny te rosną w lasach górskich w Andach do wysokości 2000 m n.p.m. Nie jest znane ich zastosowanie ekonomiczne.

## Morfologia
PokrójDrzewa osiągające do 20 m wysokości.
LiścieSkrętoległe, pojedyncze, całobrzegie i ogonkowe. Ich blaszka osiąga do 25 cm długości i 15 cm szerokości.
KwiatyPromieniste, obupłciowe, zebrane po kilkanaście w wierzchotkowe kwiatostany wyrastające w kątach liści. Szypułki są krótkie i wsparte 4 przysadkami. Kielich składa się z 5 działek zrosłych u nasady. Korona kwiatu jest zrośnięta do ok. 1/3 długości lub nieco więcej w cienką rurkę. Płatki powyżej są szeroko rozpostarte, równowąskie, od wewnątrz czerwono owłosione. W sumie kwiaty osiągają do 5,5 cm długości. 5 pręcików wystaje z gardzieli rurki. Słupek jest górny, z zalążnią jednokomorową, z pojedynczym zalążkiem. Szyjka słupka długa i cienka.
OwocePestkowce do 4,5 cm długości z pestką o długości 3 cm.

## Systematyka
Rodzaj należy do kłopotliwych taksonomicznie – różnie jest umiejscawiany w systemie klasyfikacyjnym okrytonasiennych. Zazwyczaj łączony bywał z rodziną Icacinaceae, ale różne cechy odrębne, zwłaszcza odmienna od innych przedstawicieli tej rodziny budowa drewna, powodowały, że kwestionowano taką pozycję tego rodzaju. W systemie Takhtajana (1997) rodzaj wyodrębniony został w monotypową rodzinę Metteniusaceae i rząd Metteniusales. Jako odrębną rodzinę o niejasnej pozycji ujmowany był też w systemach APG do systemu APG III z 2009 włącznie. W systemie APG IV z 2016 rodzaj ten pozostał w rodzinie Metteniusaceae, ale powiększonej o kilka innych rodzajów z dotychczasowej rodziny Icacinaceae. 
Wykaz gatunków
- Metteniusa edulis H.Karst.
- Metteniusa nucifera (Pittier) Sleumer
- Metteniusa tessmanniana (Sleumer) Sleumer